# Гунькин, Георгий Иванович
Гео́ргий Ива́нович Гу́нькин (1911—1993) — советский и российский деятель архитектурной науки, историк архитектуры, археолог и архитектурный фотограф. Исследователь наследия В. И. Баженова.

## Биография
Родился 30 июня 1911 года в селе Подгорное Липецкого уезда Тамбовской губернии в крестьянской семье. В 1918 году окончил профшколу в Липецке, в 1939-м — Московский архитектурный институт. Работал по специальности на станции Шлиссельбург Ленинградской области.
В 1943 году призван в армию, но через год по состоянию здоровья  демобилизован. С 1945 года работал в комитете по делам архитектуры при Совете министров РСФСР, с 1946-го — младшим научным сотрудником Московского института истории искусств Академии наук СССР. В 1947 году познакомился с известным архитектором и реставратором П. Д. Барановским.
С 1961 года работал в Научно-методическом совете по охране памятников культуры при Министерстве культуры СССР, занимался реставрацией памятников архитектуры совместно с Барановским. Исследовал и провёл обмеры памятников архитектуры Рязанской и Липецкой областей, участвовал в экспедициях Института археологии Академии наук СССР по исследованию античных городов Аполлония в Албании, Пантикапея (Kерчь) и Фанагории.
Преподавал в МАрхИ с 1966 года, руководил студенческим проектно-конструкторским бюро, а с 1967-го — также и библиотекой вуза. В 1973-1983 гг. — главный реставратор, а затем и главный консультант Академии художеств СССР. На этих должностях занимался изучением неизвестных построек В. И. Баженова, боролся за восстановление Царицынского дворцово-паркового ансамбля.  В 1983 году ушёл на пенсию по состоянию здоровья, но продолжил заниматься изучением памятников архитектуры. Умер 29 декабря 1993 года.
Личный архив Г. И. Гунькина хранится в фондах музея-усадьбы «Остафьево - Русский парнас».
В апреле 2011 года  в Липецком областном выставочном зале прошла выставка «Архитектурное наследие Липецкого края в фотографиях Георгия Гунькина».

### Фотоиллюстрации
- Ильин М. Рязань. Серия: Сокровища русского зодчества. Под общей редакцией академика В. А. Веснина. М., Издательство Академии архитектуры СССР. 1945. 110с.
- Косточкин В. Древнерусские города. Памятники зодчества XI-XVII вв. М., Искусство. 1972. 448с.